# Nookie
Nookie è una canzone del gruppo musicale statunitense Limp Bizkit, primo singolo estratto dal loro secondo album in studio, Significant Other (1999).

## Descrizione
È stata una delle canzoni di maggior successo degli anni novanta, ed è anche una delle più famose del gruppo.
Secondo il cantante Fred Durst, i motivi della sua popolarità stanno nel ritmo lento e nei testi di facile ascolto. Al contrario molte tracce di Three Dollar Bill, Yall$ (1997) si caratterizzavano per essere più abrasive e più imperniate sulle urla del cantante.
La canzone parla della relazione tra Fred Durst e la sua ex fidanzata di allora, che lo usava solo per i soldi e lo tradiva con alcuni suoi amici, mentre lui continuava ad essere legato alla ragazza, malgrado l'angoscia emozionale provocata da questa situazione. Ritornello e preritornello svelano il motivo della sua passata relazione, ovvero il sesso (infatti “nookie” è usato nel gergo anglosassone per indicare la vagina): "Ehi, che diavolo vuoi dirmi?/Non voglio mentire, non posso negarlo/Ho fatto tutto per la f**a". Il refrain "Ho fatto tutto per la f**a, così puoi pigliarti ‘sto arnese ed infilartelo dietro" è stato anche interpretato come: "Sono diventato una rockstar per i soldi, così puoi prenderti i tuoi e lasciarli sulla porta di emergenza.".
Nel 2008, in un'intervista concessa alla rivista Kerrang!, il chitarrista Wes Borland dichiarò che il titolo della canzone era un omaggio sarcastico ad una rivista a luci rosse, che si trovava sul tavolo della sala d'incisione dove il gruppo registrò il brano.

## Accoglienza
Nel 2022 le riviste Metal Hammer e Kerrang! hanno inserito Nookie nella lista delle dieci migliori canzoni dei Limp Bizkit, rispettivamente in seconda e terza posizione.

## Video musicale
Nel video della canzone, diretto da Durst, la band permette a centinaia di fans ad assistere ad una loro performance dal vivo, eseguendo la canzone dinanzi alla vasta folla. I ragazzi stanno da un lato della platea, le ragazze dall'altro.
Mentre Fred canta il ritornello, in certe occasioni rivolge il microfono alla folla, perché canti alcuni spezzoni del brano. Secondo lui, ciò serviva a mostrare che "i ragazzi erano duri, ma le ragazze lo erano ancora di più".
Tutto ciò si sente in concomitanza con il resto del video. Alla fine Fred Durst viene arrestato e portato via dalla polizia, senza evidente motivo.

## Cover
- Richard Cheese and the Lounge Against the Machine ne hanno inciso una versione lounge, compresa negli album "Lounge Against the Machine" (2000) e "The Sunny Side of the Moon: The Best of Richard Cheese" (2006).

## Parodie
- Nel videogioco del 2003 "Star Wars: Knights of the Old Republic", il personaggio Jolee dice durante una conversazione "I did it all for the Wookiees".
- I Cookie Monster ne hanno cantato una parodia intitolata Cookie.